# Félix Joffre
 (mai 2012).
Si vous disposez d'ouvrages ou d'articles de référence ou si vous connaissez des sites web de qualité traitant du thème abordé ici, merci de compléter l'article en donnant les références utiles à sa vérifiabilité et en les liant à la section « Notes et références ».
Félix Joffre né le 26 mars 1903 à Mareil-en-France (Val-d'Oise) et mort le 23 avril 1989 à Paris est un sculpteur français.

## Biographie
En 1912, le père de Félix Joffre meurt et sa famille s'installe à Saint-Ouen, en région parisienne. En 1919, il est reçu à l'École des beaux-arts de Paris dans l'atelier de Jean Boucher. Il se lie avec Pierre Béchon-Sauzeau, Paul Belmondo, René Collamarini et Léon Séverac.
En 1929, il obtient le premier grand prix de Rome avec un grand bas-relief ayant pour thème L'Été. L'année suivante et durant trois ans, il est en résidence à la villa Médicis à Rome.
Il réalise l'épée d'académicien d'Alfred Giess et un monument en béton à la gloire de l'aviatrice Maryse Bastié.
Après sa mort, la famille de l'artiste fait don du fonds d’atelier au musée Despiau-Wlérick. Ce dernier a entamé en 2012 la restauration de grandes pièces et des plâtres préparatoires.

## Œuvres
Algérie
- Alger, musée national des Beaux-Arts : La Dame aux cheveux courts, 1951, buste en bronze[Œ 1],[Œ 2].

France
- Capdenac-Gare, mairie : l'Athlète dit Le Discobole, 1946, statue en bronze[Œ 3],[Œ 4].
- Langres : Monument à Jeanne d'Arc, 1955, pierre[Œ 5],[Œ 6].
- Le Vésinet, parvis de l'hôtel des Postes[réf. nécessaire].
- Louviers, mairie : Vénus, 1930, marbre[Œ 7].
- Mazamet : Le Lanceur de javelot, 1958[Œ 8].
- Maubeuge, stade et mairie : L'Athlète ou le Pugiliste debout, 1938, bronze[Œ 9],[Œ 10],[Œ 11].
- Mont-de-Marsan, musée Despiau-Wlérick : Porteuse d'eau, deux exemplaires en plâtre[Œ 12].
- Paris :
  - Centre national des arts plastiques :
    - Tête d'homme, 1939, buste en bronze[Œ 13] ;
    - Pierre Abélard, 1951, buste en plâtre[Œ 14],[Œ 15] ;
    - Tête de jeune femme, 1957, buste en marbre blanc de Carrare[Œ 16].
- faculté de médecine, façade : bas-reliefs.
  - ministère de l'Éducation nationale : Adriana, 1945, buste en terre cuite[Œ 17],[Œ 18].
  - musée d'Art moderne de Paris : Masque d'Apollon, 1935, bronze[Œ 19].
  - musée pédagogique : Pierre Abélard, 1953, buste en pierre[Œ 20].
  - square Carlo-Sarrabezolles : Monument à l'aviatrice Maryse Bastié.
  - Télécom Paris, façade : deux bas-reliefs en pierre, 1962[Œ 21].
- Rodez :
  - musée des Beaux-Arts Denys-Puech : François d'Assise avant la grâce, 1943, bois[Œ 22].
  - église[Laquelle ?] : Saint François d'Assise[réf. nécessaire].
- Roubaix, La Piscine : L'Athlète, 1938, plâtre patiné[Œ 23].

Italie
- Rome :
  - ambassade de France : Michel de Montaigne, 1931, buste en marbre[Œ 24],[Œ 25].
  - Via Parigi : Monument au jumelage entre les cités de Rome et Paris.